# Elfriede Czurda
Elfriede Czurda (* 25. April 1946 in Wels) ist eine österreichische Kunsthistorikerin und Schriftstellerin.

## Leben
Elfriede Czurda arbeitete nach dem Besuch einer Handelsschule von 1963 bis 1967 als Bürokraft, absolvierte gleichzeitig eine Abendschule, wo sie 1968 maturierte und sich anschließend ein Jahr in London aufhielt. Ihr Studium der Kunstgeschichte und Archäologie an der Universität Salzburg und in Paris schloss sie 1974 ab. Sie promovierte mit einer Arbeit über Eugène Fromentin zum Doktor der Philosophie. Ab 1972 lebte sie in Wien, ab 1976 als freie Schriftstellerin. Von 1976 bis 1981 war sie Lektorin des Linzer Verlags Edition Neue Texte. 1980 übersiedelte sie nach Berlin. 1981 nahm sie am Ingeborg-Bachmann-Wettbewerb in Klagenfurt teil. Neben ihrer schriftstellerischen Tätigkeit nahm sie wiederholt Lehraufträge an in- und ausländischen Hochschulen wahr und veranstaltete Ausstellungen ihrer Objekte. Sie ist Verfasserin von Romanen, Erzählungen, Gedichten und Hörspielen.
Durch ihre Arbeit als Übersetzerin der Werke von Michèle Métail kam sie mit der Autorengruppe Oulipo in Berührung. Diese Erfahrung hat sie in ihren Gedichtband Wo bin ich, wo ist es. Sindsgedichte aus dem Jahr 2002 eingearbeitet.
Elfriede Czurda gehört seit 1975 der Grazer Autorenversammlung an, deren Generalsekretärin sie von 1975 bis 1976 war, seit 1981 ist sie Mitglied der Berliner Neuen Gesellschaft für Literatur und seit 1998 des Verbands Deutscher Schriftsteller.

## Auszeichnungen und Ehrungen
- 1980 Hörspielpreis des Österreichischen Rundfunks
- 1981 Marburger Förderpreis für Literatur Literaturpreis der Universitätsstadt Marburg und des Landkreises Marburg-Biedenkopf
- 1982 Sandoz-Literaturpreis Wien
- 1984 Förderpreis für Literatur des Österreichischen Bundesministeriums für Unterricht und Kunst
- 1984 Theodor-Körner-Preis Wien
- 1991 Elias-Canetti-Stipendium der Stadt Wien
- 1997 Alexander-Sacher-Masoch-Preis
- 2000 Kulturpreis für Literatur des Landes Oberösterreich
- 2003 Elias-Canetti-Stipendium der Stadt Wien
- 2008 Österreichischer Würdigungspreis für Literatur
- 2014 H. C. Artmann-Preis
- 2016 Alice Salomon Poetik Preis[2]

## Werke
- Eugène Fromentin: «Les maîtres d’autrefois». Salzburg: Universitätsdruck 1974. (Dissertation über den französischen Maler und Schriftsteller Eugène Fromentin.)
- ein griff = eingriff inbegriffen. Berlin: Rainer 1978. Ohne ISBN.
- Fast 1 Leben. Ein Fragment 1977. Wien: Freibord 1981. Ohne ISBN (= Freibord Sonderreihe 16.)
- Diotima oder die Differenz des Glücks. Reinbek bei Hamburg: Rowohlt 1982. ISBN 3-499-25165-5 (= das neue buch 165.)
- Der Fußball-Fan oder Da lacht Virginia Woolf, Baden: Grasl 1982. Ohne ISBN (Textband und Kassette.)
- Signora Julia. Prosa. Reinbek bei Hamburg: Rowohlt 1985. ISBN 3-498-00870-6
- Fälschungen. Anagramme und Gedichte. Berlin: Rainer 1987. ISBN 3-88537-097-2
- Kerner. Ein Abenteuerroman. Reinbek bei Hamburg: Rowohlt 1987. ISBN 3-498-00871-4 (Überarbeitete Neuausgabe Wien 2009.)
- Das Confuse Compendium, Berlin: Rainer 1991. ISBN 978-3-88537-130-4 (Mit Zeichnungen von Thomas Hornemann.)
- Die Giftmörderinnen. Roman. Reinbek bei Hamburg: Rowohlt 1991. ISBN 3-498-00893-5 (Zweite Auflage 1992.)
- Voik. Gehirn Stockung Notat Stürme. 10.10.1989-29.12.1990. Graz und Wien: Droschl 1993. ISBN 3-85420-326-8 (Auch als Sonderausgabe.)
- Buchstäblich: Unmenschen. Graz und Wien: Droschl 1995. ISBN 3-85420-408-6 (= Essay 28.)
- Un Glüx Reflexe. Strategien Starrsinn Stimmungen Strophen. 8.1.1993-13.9.1993. Graz und Wien: Droschl 1995. ISBN 3-85420-399-3 (Auch als Sonderausgabe.)
- Die Schläferin. Roman. Reinbek bei Hamburg: Rowohlt 1997. ISBN 3-498-00914-1
- Gemachte Gedichte. Wortkörper Weltkörper Wörterkörper. Berlin: Edition Mariannenpresse 1999. ISBN 978-3-926433-20-6 (Mit Grafiken und Siebdrucken von Stefanie Roth)
- Wo bin ich, wo ist es. Sindsgedichte. Graz und Wien: Droschl 2002. ISBN 3-85420-597-X (Auch als Sonderausgabe.)
- Krankhafte Lichtung. Drei wahnhafte Lieben. Berlin: Verbrecher 2007. ISBN 978-3-935843-96-6
- ich, weiß. 366 mikro-essays für die westentasche. Wien: Edition Korrespondenzen 2008. ISBN 978-3-902113-56-6
- Untrüglicher Ortssinn. Kurzprosa und Erörterungen. Berlin: Verbrecher 2009. ISBN 978-3-940426-31-4
- Kerner. Ein Abenteuerroman. Wien: Edition Korrespondenzen 2009. ISBN 978-3-902113-65-8 (Neuausgabe des Buches von 1987.)
- Ich war nie in Japan. I have never been to Japan. Wien: Passagen 2010. ISBN 978-3-85165-925-2 (Mit Zeichnungen von Maria Bussmann)
- dunkelziffer. Wien: Edition Korrespondenzen 2011. ISBN 978-3-902113-70-2
- Buch vom Fließen und Stehen. Wien: Edition Korrespondenzen 2014. ISBN 978-3-902951-06-9

### Hörspiele
- Der Fußballfan oder Da lacht Virginia Woolf, ORF/Bremen 1979 (Regie: Heinz Hostnig), Hörspielpreis des ORF 1980.
- Der Rabe oder Ein Märchen vom verstockten Sprechen, SFB 1982 (Regie Urfassung: Ulrich Gerhard; Regie Zweitfassung: Elfriede Czurda)
- Sprechprobe oder Jede Stadt liegt im Westen, ORF 1984 (Regie: Elfriede Czurda)
- Autobahn oder Jede Gesellschaft macht ihre Mörder, Bremen/ORF, 1984 (Regie: Elfriede Czurda)
- Krieger, ORF, 1994 (Regie: Lucas Cejpek)
- Das Nirgendwo die Nacht. ORF, 1997, (Regie: Elfriede Czurda)
- Rondo in P-Dur, ORF, 2001, Kunstradio, Leitung: Christiane Zintzen (Regisseurin und Sprecherin: Elfriede Czurda)

### Herausgeberschaft
- Beispiele zeitgenössischer Frauendarstellung in der Literatur. Wien: Wespennest 1981.
- Mädchen-Muster, Mustermädchen. Essays. Tübingen: konkursbuch 1996.

### Dramatisierungen
- Die Giftmörderinnen (Dramatisierung + Regie Max Eipp) UA 13. Januar 1993 Hamburg (Kampnagel-Fabrik) 1993, Wh. 1994, 1995, 1996, und in Freiburg/Br., Hof.
- Die Giftmörderinnen (Dramatisierung + Regie Jenke Nordalm und Daniela Kranz) UA 2. August 2001, Wh. 12/2001 Berlin (Sophiensäle); Wismar (Stadttheater), Zürich (Winkelwiese).
- Bettina und Achim von Arnim, Ehebriefwechsel. Dramatisierung für dramatisierte Lesung Libgart Schwarz + Peter Fitz; 1994; WH 2000 (Auftrag/Aufführungsort) Schloß Wiepersdorf.

### Übersetzungen
- Bambote Makombo: Tagebuch eines Bauern aus Zentralafrika. Roman Berlin: LCB-Edition 1983.
- Michèle Métail: Gehen und schreiben. Prosa und Gedichte. Berlin: DAAD Berliner Künstlerprogramm 2002.

## Sekundärliteratur
- Michael Fisch: Auslöschung – Über neueste Bücher der Elfriede Czurda. Die Sprachexperimente der österreichischen Schriftstellerin. In: Die Berliner Literaturkritik vom 6. Juni 2008.
- Michael Fisch: Die Sprachexperimente der Elfriede Czurda. In: Ders., »Wer die Schönheit angeschaut mit Augen«. Aufsätze zu Gotthold Ephraim Lessing (1729–1781), August von Platen (1796–1835) und Ernst Jünger (1895–1998). Berlin: Weidler 2020, S. 125–128. (Beiträge zur transkulturellen Wissenschaft. Band 3.) ISBN 978-3-89693-663-9
- Bettina Fraisl: Auf-Bruch und Ab-Gesang. Elfriede Czurdas rebellische Tonfolgen. (Zum Gesamtwerk). In: Schreibweisen. Poetologien. Die Postmoderne in der österreichischen Literatur von Frauen. Herausgegeben von Hildegard Kernmayer und Petra Ganglbauer. Wien (Milena) 2003.
- Evelyn Görlacher: Zwischen Ordnung und Chaos. Darstellung und Struktur des Lachens in Texten von Frauen. (Hierin unter anderem Elfried Czurda.) Hamburg: Verlag Dr. Kovač 1997. ISBN 978-3-86064-656-4 (= Poetica. Schriften zur Literaturwissenschaft. Band 27.)
- Christa Gürtler: Über Elfriede Czurda. In: Die Rampe. Hefte für Literatur, Nr. 1 (2001).
- Florian Neuner und Christian Steinbacher (Hg.): Porträt Elfriede Czurda. Linz: Verlag Die Rampe 2006. ISBN 978-3-85487-963-3 (= Die Rampe Nr. 3).